# Björn Kuipers
Björn Kuipers, född 28 mars 1973 i Oldenzaal i Overijssel, är en nederländsk fotbollsdomare. Kuipers blev internationell Fifa-domare 2006.
Björn Kuipers har dömt flera stora Champions League-matcher där finalen mellan Manchester City och Chelsea 20/21 nog måste stå högst upp på hans meritlista. Sommaren 2021 dömde Björn sin första EM-final efter ett kritiserat mästerskap. Matchen var mellan England och Italien på Wembely, England. 